# تشيلارون دي قونكة
بلدية تشيلارون دي قونكة (بالإسبانية: Chillarón de Cuenca)‏، هي إحدى بلديات مقاطعة قونكة إحدى مقاطعات إسبانيا، و التي تقع في منطقة قشتالة لا منتشا وسط البلاد، و المائلة لجهة الشرق من إسبانيا.
يبلغ عدد سكانها 379 نسمة وفقاً لإحصائية سنة (2007).